# 화병이끼과
화병이끼과 또는 스플라크눔과(Splachnaceae)는 화병이끼목에 속하는 이끼과의 하나이다.

## 하위 속
- Aplodon
- Brachymitrion
- Moseniella
- 화병이끼속 (Splachnum) - 노란화병이끼(Splachnum luteum) 포함.
- Tayloria
- Tetraplodon - 두메화병이끼(T. angustatus) 및 화병이끼(T. mniodes) 포함.
- Voitia